# Mihály Koleszár
Mihály Koleszár (16 de enero de 2002) es un deportista húngaro que compite en pentatlón moderno.
En los Juegos Europeos de Cracovia 2023 consiguió una medalla de plata en la prueba de relevo mixto. Ganó cuatro medallas en el Campeonato Europeo de Pentatlón Moderno, en los años 2024 y 2025.

## Medallero internacional
| Juegos Europeos    | Juegos Europeos    | Juegos Europeos  | Juegos Europeos |
| Año                | Lugar              | Medalla          | Competición     |
| ------------------ | ------------------ | ---------------- | --------------- |
| 2023               | Cracovia (Polonia) | Medalla de plata | Relevo mixto    |
| Campeonato Europeo |                    |                  |                 |
| Año                | Lugar              | Medalla          | Competición     |
| 2024               | Budapest (Hungría) | Medalla de oro   | Relevo mixto    |
| 2024               | Budapest (Hungría) | Medalla de plata | Relevo          |
| 2025               | Madrid (España)    | Medalla de oro   | Relevo mixto    |
| 2025               | Madrid (España)    | Medalla de plata | Individual      |